# Kieksiäisvaara
Kieksiäisvaara är en ort i Pajala distrikt (Pajala socken) i Pajala kommun, Norrbottens län. Orten ligger cirka 6 kilometer nordost om Pajala och intill länsväg 403. Den klassades som en småort till och med 2005. I augusti 2020 fanns det enligt Ratsit 54 personer över 16 år registrerade med Kieksiäisvaara som adress.
Byn grundades före 1592 av Mickel Taavoinen, vilken antagligen var från Savolax.[källa behövs]

## Befolkningsutveckling
| Befolkningsutvecklingen i Kieksiäisvaara 1990–2005 | Befolkningsutvecklingen i Kieksiäisvaara 1990–2005 | Befolkningsutvecklingen i Kieksiäisvaara 1990–2005 | Befolkningsutvecklingen i Kieksiäisvaara 1990–2005 | Befolkningsutvecklingen i Kieksiäisvaara 1990–2005 |
| -------------------------------------------------- | -------------------------------------------------- | -------------------------------------------------- | -------------------------------------------------- | -------------------------------------------------- |
|                                                    |                                                    |                                                    |                                                    |                                                    |
| År                                                 |                                                    |                                                    | Folkmängd                                          | Areal (ha)                                         |
| 1990                                               | 1990                                               |                                                    | 87                                                 | 38#                                                |
| 1995                                               | 1995                                               |                                                    | 82                                                 | 38#                                                |
| 2000                                               | 2000                                               |                                                    | 73                                                 | 38#                                                |
| 2005                                               | 2005                                               |                                                    | 62                                                 | 51#                                                |
| Anm.: Ej småort 2010. # Som småort.                |                                                    |                                                    |                                                    |                                                    |